# Devil World
Devil World (デビルワールド?, Debiru Wārudo) è un videogioco sviluppato e pubblicato da Nintendo per Nintendo Entertainment System. Distribuito in Giappone nel 1984, è stato commercializzato in Europa solamente nel 1987. Il titolo non fu messo in vendita negli Stati Uniti d'America a causa della presenza di materiale religioso all'interno del videogioco, in contrasto con le linee guida dettate da Nintendo of America. Del gioco sono state realizzate versioni per Wii, Wii U e Nintendo 3DS distribuite tramite Virtual Console. Negli Stati Uniti il titolo è stato reso disponibile per la prima volta nell'ottobre 2023 tramite Nintendo Switch Online.
Creato da Takashi Tezuka e Shigeru Miyamoto, il gioco è considerato un clone di Pac-Man.

## Modalità di gioco
Il giocatore uno controlla Tamagon, un drago verde che decide di "attack the Devil's World" (attaccare il mondo dei demoni), mentre il giocatore due muove una versione rossa (che non appare nella modalità ad un giocatore) di Tamagon. Il drago esplora una serie di labirinti, e se tocca una Croce ottiene il potere di sparare fuoco e mangiare le Boa Boa Dots (le palline) che si trovano nel labirinto. Senza croce, Tamagon è indifeso e non può completare il livello.
La grande creatura blu sopra il livello si chiama semplicemente "Demone", ed indica la direzione in cui i suoi sottomessi (che si trovano nella parte bassa dello schermo) devono spostare il labirinto. Ciò è pericoloso, poiché Tamagon potrebbe finire schiacciato tra un muro del labirinto ed il muro mosso dai tirapiedi del Demone.
Dopo aver completato il primo labirinto, Tamagon dovrà raccogliere quattro bibbie (che danno al draghetto gli stessi poteri della croce) e sigillarle in modo da far fuggire il Demone nel prossimo labirinto. Vi sono inoltre dei livelli bonus dove Tamagon deve toccare sei caselle bonus. Arrivati al livello 99, il gioco ricomincia daccapo.

## Seguiti
Devil World non ha mai avuto seguiti ed è uno dei giochi Nintendo meno popolari: a differenza di altri giochi per NES minori, non ha avuto nessun remake né su GameBoy Advance né come bonus in Animal Crossing per GameCube.
Tamagon è apparso come Trofeo nella versione giapponese di Super Smash Bros. Melee per GameCube, mentre in quella Americana è ottenibile solo tramite Action Replay ed in quella europea, stranamente, è stato rimosso. Nella versione americana, Devil World è chiamato Demon World ed è etichettato come gioco uscito solo in Giappone.
Il diciassettesimo livello della modalità Maratona di Tetris DS ha lo sfondo ispirato a Devil's World.
In Super Smash Bros. Brawl il Demone compare come assistente ed in Captain Rainbow come personaggio. Entrambi i giochi sono per Wii.